# Sevio Nicanore
Sevio Postumio Nicanore (in latino Sevius Postumius Nicanor; Grecia, III secolo a.C. – Sardegna, III secolo a.C.) è stato un grammatico romano.

## Biografia
Di origine servile e greca, come dimostra il cognomen Nicanor, secondo Svetonio fu il primo a raggiungere la fama e il riconoscimento a Roma tramite l'insegnamento.
Sempre Svetonio, che è di fatto l'unica fonte su di lui, aggiunge che, a causa di un non ben specificato "disonore", si ritirò in Sardegna, dove sarebbe morto.

## Opere
Nicanore scrisse dei Commentarii, la maggior parte dei quali, aggiunge Svetonio, andarono perduti. Lo storico, inoltre, conosceva di lui scrisse una satira, di cui cita due esametri per dimostrare che egli era un liberto e aveva due cognomi:
Sevio, lo negherebbe, ma Postumio

Sevio, che è lo stesso, e anche Marco

lo affermerà»
(trad. A. D'Andria)
Dal distico si potrebbe dedurre che il nome completo del grammatico fosse Marco Sevio Postumio Nicanore.